# Lo que los jóvenes preguntan. Respuestas prácticas
Lo que los jóvenes preguntan, respuestas prácticas es un libro editado por los Testigos de Jehová
originalmente en el año 1989 y publicado por la Watchtower Bible and Tract Society of New York, INC. International Bible Students Association Brooklyn, New York, U.S.A fue publicado en 41 idiomas y la impresión combinada de todas las ediciones fue de 18 622 000 ejemplares.
Las citas de este libro en su mayoría están tomadas de la Biblia. 
Está dirigido a los adolescentes y jóvenes, aborda temas de actualidad que afectan y/o involucran a dichas personas, desde el consumo de drogas hasta como ver las relaciones sexuales prematrimoniales. Pretende servir como una guía de vida de jóvenes, sobre cómo llevar una vida responsable y agradable. En 2008 salió el volumen 2 que aborda más temas.
El primer volumen consta de 317 páginas y contiene ilustraciones que pretenden ayudan a comprender lo que se está leyendo. Las ilustraciones cuentan con una lista de referencias de donde fueron tomadas, también consta de una lista de referencia por capítulo en la cual enlaza la referencia de cada capítulo a los datos de referencia, ya sea un libro, una Biblia, un manuscrito, etc.

## Contenido
La primera edición de este libro consta de 10 secciones y 39 capítulos, en los cuales figuran los siguientes temas:
1. El frente hogareño. Tú y otros de tu familia
2. Tu y los jóvenes como tú
3. Una mirada a tu aparienca
4. ¿Por qué me siento así?
5. La escuela y el empleo
6. La sexualidad y la moral
7. Las citas, el amor y el sexo opuesto
8. Las trampas de la droga y la bebida
9. El tiempo libre
10. Tu porvenir

## Lo que los jóvenes preguntan volumen 1
En 2011 se escribió un volumen 1, titulado  Lo que los jóvenes preguntan volumen 1, que es una continuación del primer libro.
Consta de 329 páginas. 

### Contenido
Consta de 7 secciones con 4 o 5 subsecciones cada uno 
- Prólogo

1. La familia
2. Tú y tus sentimientos
3. En la escuela
4. Amor, sexo y moralidad
5. Adicciones
6. El tiempo libre
7. Tu relación con Dios

## Lo que los jóvenes preguntan volumen 2
En 2008 se escribió un segundo volumen, titulado  Lo que los jóvenes preguntan volumen 2, que se trata una continuación del primer libro.
Consta de 329 páginas. 

### Contenido
Consta de 9 secciones con 4 o 5 subsecciones cada uno
- Prólogo: ¿Donde puedo hallar los mejores consejos?

1. El sexo opuesto
2. Grandes cambios en la vida
3. Los amigos
4. Los estudios y tus compañeros
5. El dinero
6. Tus padres
7. Tus setimientos y emociones
8. El tiempo libre
9. Tu crecimiento espiritual

### Sitios oficiales de los Testigos de Jehová
- Sitio oficial de los Testigos de Jehová
- Lo que los jóvenes preguntan. Respuestas prácticas Edición 1989
- Lo que los jóvenes preguntan. Respuestas prácticas (volumen 1)
- Lo que los jóvenes preguntan. Respuestas prácticas (volumen 2)

#### En formato pdf
- Lo que los jóvenes preguntan. Respuestas prácticas Edición 2011 Volumen 1 en formato pdf
- Lo que los jóvenes preguntan. Respuestas prácticas Edición 2008 Volumen 2 en formato pdf

- Datos: Q5936962